# 沃尔夫冈·冯·肯佩伦的说话机器

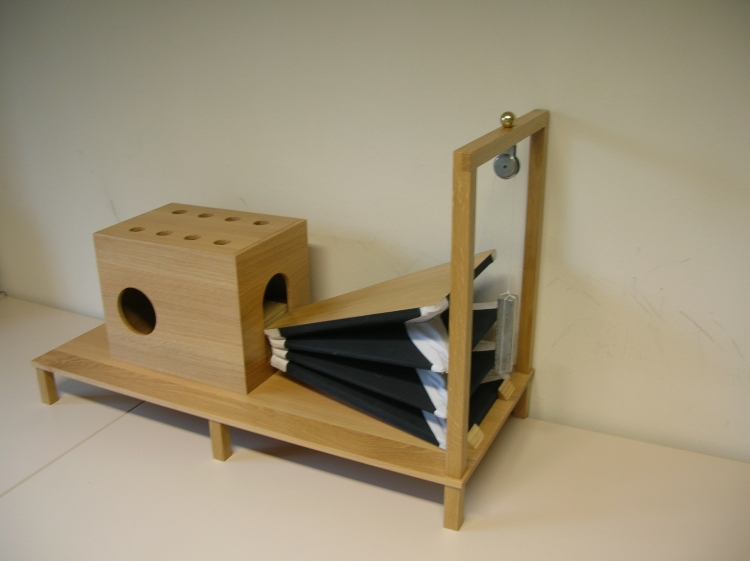
肯佩伦的说话机器的一个复制品，建造于2007-2009年，在德国萨尔布吕肯萨尔州大学语音学系。

沃尔夫冈·冯·肯佩伦的说话机器是手工操作的语音合成器，由奥匈帝国作家及发明家沃尔夫冈·冯·肯佩伦于1796年开始开发。正是在同一年，他完成了土耳其行棋傀儡的開發，不過土耳其行棋傀儡的開發在六个月内便完成，说话机器却花費了二十多年開發。经历了第一个五年的研究中的两个概念上的“死胡同”之后， 肯佩伦的第三个方向最终引导他到了他认为可行的“最终”方案——人类声道的功能替代模型。

## 第一个实验方案
肯佩伦的第一个语音合成实验只涉及产生类似语音的声音所需的声带的最基本要素：用于为火炉添火的厨房风箱被用作一套肺来供应气流；从普通风笛中获取的簧片被用作为声门，这是声源中声音的最初来源。一个单簧管的吹口被作为嘴，尽管它过于僵硬。尽管可以通过将手放在吹口开口处阻止气流来形成一些额外的发音，这个基本模型只能发出简单的元音。然而，用于发出大多数辅音所需的鼻音，爆破音和摩擦音的部件不存在。像许多其他早期语音学先驱者一样，肯佩伦误以为某些声音的“更高频率”是声门的功能，而不是整个声带的共振的功能。所以，他放弃了他的单簧片方案，转而进行多簧片方案。

## 第二个实验方案
第二个设计涉及一个键盘，类似于该时期的风琴。肯佩伦在其中配备了一组键，每个字母一个。声音是由普通的波纹管产生的，这些波纹管通过各种管道输送空气，并用适当的形状和障碍物来发出该字母的声音。通过实验，他发现簧片的共振长度对于创建某些元音和摩擦音的高频部分来说并不重要。为了保证字母间的一致性，他将它们全部调谐为同一音高。尽管并不是所有的字母都印证了这一点，但肯佩伦已经拥有发出大部分元音和部分辅音所需的技术，包括爆破音"p"和鼻音"m"，从而可以开始说出音节和较短的单词。然而，这马上导致了他第二个方案的主要缺陷：多簧片让一次发出多个字母的声音成为可能。在形成音节和单词的过程中，声音“叠加”（现在称为协同发音
）使其相对于人声显得奇怪，违背了实验的目的。 肯佩伦说：“为了继续我的实验，首先，我应该对我要模仿的事物有充分的了解。在我进行实验时，我必须正式学习语言学，不断地取法自然。这样我的说话机器和我的语言学理论会有同等的进步，二者可以相互指导。采用现有的方案，可能发出单独的字母，但不可能结合起来形成音节。有必要遵循自然，只有一个声门和一个嘴，所有声音都通过它们发出，并融合为一。”
因此，肯佩伦开始进行他的第三个，也是最后一个方案，这个方案在许多方面“尽可能接近”声道的生理结构。

## 第三个实验方案
第三个实验方案的装置类似第一个，它相对第二个在概念上更加接近天然的声道。 和之前一样，它由一个波纹管、一个簧片和模拟的口(由天然橡胶制成，用于更好地通过手的操纵发出元音)，但又包括一个"咽喉"，附带着一个"鼻腔"(有完整的两个"鼻孔"，用于发出"n"和"m")，还有几个专用于发出"s"和"sh"音的杆和管， 一个会干扰的簧片振动并发出"r"音的杆和一个独立、较小的，能使空气过簧片时嘴被完全关闭(用于发出"b"音)的波纹管。 原本一个特殊的用来模拟擦音"f"的阀门被包括在内，但后来被删除，因为后来发现同样的声音可以通过简单地关闭所有气流出口并允许空气从裂缝中泄漏来产生。 同样，在原本设计中，有一个备用的“口”组件，它包括一个木箱和一对作为嘴唇的百叶窗，木箱内有一个木制、用弦操作的翼状物作为舌头。该装置原本被用来模拟形成塞音如"b"和"d"中口和舌的作用，但后来被删除，因为肯佩伦发现如果没有一个合适的”舌头“，这个机器不可能发出的"t"、"k"、"d"和"g"音。 他通过将"t"和"k"音替换成"p"音，"d"和"g"音替换成"b"音(本身只是一个轻微的变化的"p"音)来回避这一问题。 在熟悉单词组成的语境中，听众常常完全忽视发音错误（这一现象后来被认知科学领域的研究人员发现）。肯佩伦认为，人们对他的机器的发音错误更加忽视，是因为他的机器由于他选用的簧片的频率和声带的共振长度，声音更像一个年轻的孩子而不是成年人。[2][3]  第三个实验方案和以往的大不相同，它能说完整的法语、意大利语、英语 (德语也有可能，但需要更精湛的操作者，因为德语更频繁地使用的辅音)短语。 该装置的最大限制是波纹管，虽然采用的波纹管的能力是正常人肺脏的六倍，它用尽气流的速度远远超过人肺。 因为采用单簧片作为的声门的声源，该装置没有第二个方案中固有的协同发音问题。 但是单簧片同时造成它“说话”只有一种声调。肯佩伦花费一些时间来尝试向簧片引入几种声调变化的机制，但没有成效。 他决定放弃实验，等待下一代实验者来改进。 对第三个实验方案的完善都来自于肯佩伦二十年来对声带关于发音的深入研究，语言生产的每一个关键的生理要素都被声学或机械学地研究和模仿。

## 卓越的贡献
1804年，在完成并展览他的说话机器后不久，冯·肯佩伦去世。然而在这之前他出版了一部极其全面地介绍了他过去二十年对语音学的研究的书籍。这本456页的书题为《Mechanismus der menschlichen Sprache nebst Beschreibung einer sprechenden Maschine》（《人类语言的机制和对说话机器的说明》，出版于1791年），涵盖了肯佩伦建设说话机器（包括最初的方案）和他对声带研究的每一处细节。
1837年， 查尔斯·惠斯复原肯佩伦的成果，制成他的说话机器的一个改进的复制品。惠斯通使用过去50年来发展的新技术，能够进一步分析和综合组成部分的声音，从而引发语音学的第二波热潮。 观赏惠斯通的复制品在一次展览中的展出后，年轻的亚历山大·格雷厄姆·贝尔在父亲的帮助和鼓励下建造了自己的说话机器。贝尔的实验和研究，最终促成了他在1876年发明电话，并彻底改变全球通信。